# الفرداوي (مسلسل)
الفرداوي هو مسلسل درامي تاريخي رومنسي حربي، من إنتاج المركز العربي للإنتاج الإعلامي - الأردن، المنتج عدنان العوامله، المنتج التنفيذي طلال العوامله، كتابة بشير هواري، إخراج أحمد دعيبس، بطولة زهير النوباني، نادرة عمران، نبيل صوالحة، ياسر المصري ، جيني إسبر، وآخرون، عام 1995.
يُعتبر هذا المسلسل مستلهماً من التاريخ من حيث تكريس واقع النزاع والشقاق والفتن في الوطن الواحد، وفي إطار واحد من حركات التحرر الوطني تتجسد وترسم معالم القصة حيث يتقابل فيها الوجه البهي الوطني المكافح من أجل الكرامة والاستقلال والوجه القبيح للمتعاونين مع قوى الشر لتكريس هيمنتها .

## قصة المسلسل
يتناول المسلسل فترةً من التاريخ العربي شهدت نزاعاً وشقاقاً وفتناً في الوطن الواحد رغم صعود حركات التحرر الوطني وكفاحها ضد هيمنة قوى الشر التي وجدت من يتعاون معها من أصحاب الوجه القبيح في مقابل وجوه أخرى كافحت من أجل الكرامة والاستقلال. يقدم المسلسل قصصاً إنسانية في إطار الكفاح ضد المستعمر تعكس النموذج الأمثل لجوهر الإنسان العربي وسط عتمة الضعف والخذلان الذي عانت منه الأقطار العربية في بعض فتراتها.

## الممثلون
زهير النوباني، نادرة عمران، نبيل صوالحة، عاكف نجم، لارا الصفدي، هشام هنيدي، إياد نصّار، زهير حسن، عثمان الشمايلة، إيمان كامل، نجلاء عبدالله، ياسر المصري، جيني إسبر ومنذر رياحنة.